# Death of a Clown
Death of a Clown (deutsch: Tod eines Clowns) ist eine Rock-Ballade, die Dave Davies, Leadgitarrist der englischen Rockband The Kinks, gemeinsam mit seinem älteren Bruder Ray Davies 1967 geschrieben hat. Es war die erste Single, die Dave Davies als Solokünstler veröffentlichte, sie erschien am 7. Juli 1967 bei Pye Records.

## Hintergrund
Das Lied schrieb Dave Davies in seinem Haus in Fortis Green im Londoner Stadtteil Borough of Haringey. Eigenen Angaben zufolge spielte er in melancholischer Stimmung mit verschiedenen Melodien, während er über seine gerade geschlossene Ehe und sein Leben vor der Heirat nachdachte, als alle von ihm erwarteten, dass er der Mittelpunkt jeder Party ist, weshalb er sich oft wie ein Zirkusclown vorgekommen sei. An den Aufnahmen wirkten sämtliche Mitglieder von The Kinks mit, produziert wurde es von Ray Davies. Zwar wurde für September 1967 ein Solo-Album und für Winter 1967/1968 eine Solo-Tournee von Davies angekündigt, nachdem aber die folgenden Singles kommerziell scheiterten, beschränkte sich Davies auf die Playback-Präsentation des Liedes in verschiedenen Fernsehsendungen, unter anderem im August 1968 bei Top of the Pops.

## Veröffentlichung
Das Lied wurde erstmals als Solo-Single von Dave Davies am 7. Juli 1967 veröffentlicht. Die Singleversion hat eine Spieldauer von 2:58 Minuten, auf der B-Seite befand sich das ebenfalls von Dave Davies geschriebene Love Me Till the Sun Shines. Die Single erreichte Platz 3 der UK Top 40. Auf dem im September 1967 veröffentlichten Album von The Kinks mit dem Titel Something Else by The Kinks war das Lied in einer drei Minuten vier Sekunden langen Version enthalten. Das Album erreichte Platz 35 der britischen Album-Charts. Um den kommerziellen Erfolg der laufenden Tournee zum Album auszunutzen, veröffentlichte Pye Records Ende 1967 die EP Dave Davies Hits, die sich allerdings als Misserfolg erwies.